# Kettenstoffverfahren
Unter Kettenstoffverfahren versteht man alle Textiltechniken, bei denen auf der Grundlage einer Kette, das heißt eines ausgespannten und fixierten Fadensystems, gearbeitet wird. Dabei handelt es sich um Verfahren, die technisch gesehen Vorläufer oder nahe verwandt mit dem Weben sind.

## Definition
Im Gegensatz zum eigentlichen Weben werden die Kettfäden bei allen Kettenstoffverfahren nicht automatisch (das heißt mittels einer Hilfskonstruktion am Webstuhl wie dem Gatterkamm oder den Schäften) bewegt, sondern ausschließlich von Hand.
Es wird zwischen Verfahren mit aktiver und passiver Kette unterschieden.
Zu den Verfahren mit aktiver Kette gehören: Zwirnbindung der Kette und Sprang.
Zu den Verfahren mit passiver Kette gehören: Weberei mit gewickeltem, geknoteten oder zwirngebundenem Schussfaden sowie die Wirkerei.